# Katia Mann
Katharina Hedwig "Katia" Mann, född Pringsheim den 24 juli 1883 i Feldafing i närheten av München, död 25 april 1980 i Kilchberg i kantonen Zürich, var en tysk kulturpersonlighet och den tyska författaren Thomas Manns hustru. Manns verksamhet som dagboksförfattare blev uppmärksammad, och hennes sanatorievistelser inspirerade maken till romanen Bergtagen.

## Barndom och tidiga år

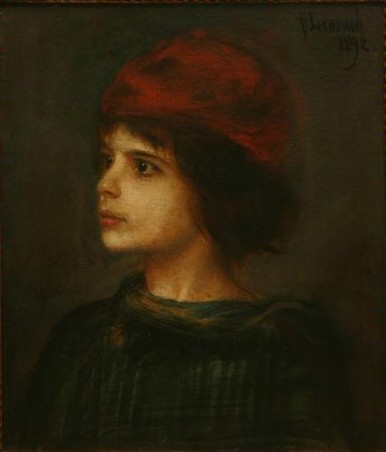
Katia Mann, porträtt av Franz von Lenbach (1836–1904) år 1892.

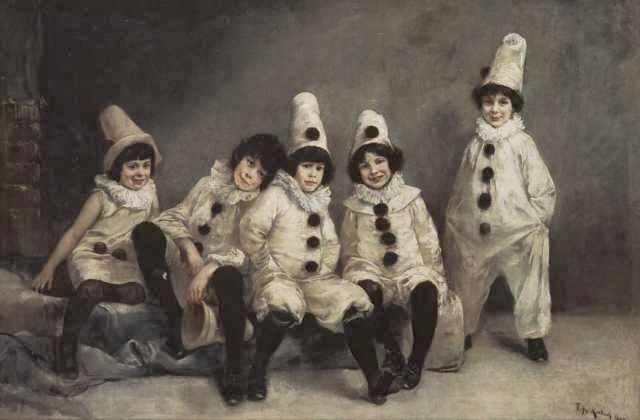
Barnen Pringsheim avbildade i Friedrich August von Kaulbachs målning Kinderkarneval år 1888.

Mann föddes år 1883 som den enda dottern till matematikern Alfred Pringsheim och den tidigare skådespelerskan Hedwig Pringsheim. Hon hade fyra bröder: Erik (1879–1908), Peter (1881–1963), Heinz (1882–1974) och tvillingbrodern Klaus Pringsheim (1883–1972). Fadern kom från en förmögen köpmanssläkt, medan modern var dotter till författaren och satirikern Ernst Dohm och författaren och kvinnosakskämpen Hedwig Dohm. Mann hade judiskt ursprung på såväl fädernet som mödernet, men föräldrarna och hon själv var protestanter. Familjens judiska ursprung var något som Mann senare i livet kom att avfärda som irrelevant.
Familjen var välbeställd och Manns uppväxt var för tiden mycket liberal. Hemmet var en villa i München om inte mindre än 1 500 m², där familjen bodde från år 1890. Villan hade såväl flygel för tjänstefolket som musiksal och bibliotek; vidare hade den som en av få privata hem vid tiden elektricitet. Under flera decennier fungerade hemmet som ett socialt centrum i München och besöktes ofta av framstående personer som Walther Rathenau och Fanny zu Reventlow, Else Lasker-Schüler och Hugo von Hofmannsthal. Barnen fick tidigt delta vid de olika salongerna och sociala tillställningarna i hemmet.
Föräldrarna såg till att alla barnen fick en högre utbildning. Bröderna gavs en akademisk skolning. Erik studerade juridik och blev advokat, men gick bort redan som 29-åring under oklara omständigheter under en resa till Argentina. Brodern Peter blev med tiden professor i fysik. Heinz blev doktor i arkeologi. Manns tvillingbror Klaus studerade musik och blev kompositör, en disciplin han även kom att undervisa i. Då det vid tiden inte ännu var tillåtet för flickor att läsa vid gymnasiet fick Mann läsa för en privatlärare från sju års ålder. Genom det kunde hon, som första kvinna i München, avlägga studentexamen år 1901 vid Königliches Wilhelms-Gymnasium. Hon studerade efter det genom sin fars försorg vid universitetet i München, där hon läste bland annat naturvetenskap, matematik och filosofi.

## Vuxenliv

### Katia Pringsheim och Thomas Mann möts
Genom en gemensam bekant, Elsa Bernstein, introducerades hon våren år 1904 för sin blivande make, den åtta år äldre författaren Thomas Mann. Katia Mann var initialt avvisande till hans uppvaktning. Hon menade själv att hon vid tidpunkten kände sig för ung för giftermål och trivdes med sina studier och sina bröders sällskap. Inte heller hennes far var först särskilt förtjust över att de skulle gifta sig. Även om Thomas Mann redan tre år tidigare hade haft framgång genom publiceringen av romanen Huset Buddenbrook (1901), menade fadern att hon nog skulle gifte sig med en man med ett mer traditionellt civilt yrke.
I och med att Thomas Manns eventuella homosexualitet inte blev föremål för spekulation förrän efter publiceringen av Döden i Venedig (1912) är det inte troligt att faderns betänkligheter inför äktenskapet hade det som grund. Efter några månader, i november 1904, accepterade såväl Katia Mann som hennes familj frieriet, och paret gifte sig därefter den 11 februari 1905 i München. Bröllopsresan gick till Hotel Baur au Lac i Zürich.

### Äktenskapets första år

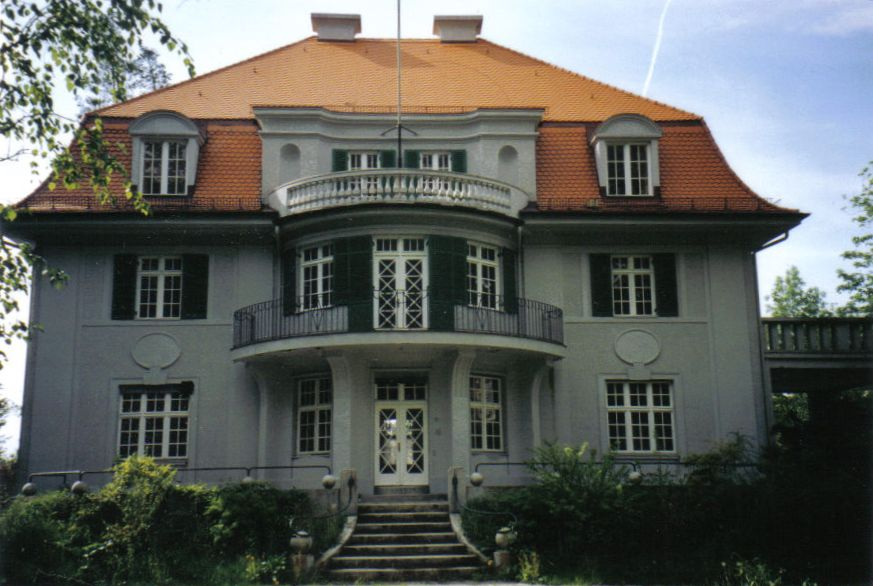
Villa Poschi. Bilden är tagen år 2005.

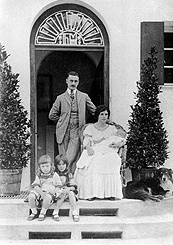
Familjen Mann år 1909 i sommarhuset i Bad Tölz.

Det nygifta paret Mann flyttade in i en lägenhet i München som fadern Alfred Pringsheim ordnade åt dem, inte långt från föräldrarnas eget hem. Parets första barn, Erika, föddes den 9 november 1905. Under de närmaste femton åren fick paret ytterligare fem barn: Klaus, Golo, Monika, Elisabeth och Michael. Då makens inkomster stärktes de följande åren kunde paret låta bygga ett eget helghus i närheten av lägenheten. År 1914 kunde familjen flytta in i en egen villa, kallad Villa Poschi tillsammans med sitt tjänstefolk.
Under år 1912 fick Katia Mann på grund av lungproblem läggas in på sanatorium i Davos i Schweiz. Detta sanatorium besökte hon återkommande de kommande åren och kunde ibland vara där i flera månader. Under de perioder då hon var inlagd blev maken och barnen kvar i München. Hennes sanatorievistelser, och de brev hon skrev till sin man från Davos, kom att inspirera denne till att bland annat skriva romanen Bergtagen (1924).
Det är inte helt klarlagt om Manns besvär var psykosomatiska; senare röntgenundersökningar av lungorna visade dock att hon inte hade tuberkulos. Hon ska dock ha varit ensam och själv haft hand om hushållsfrågor och sina åldrande föräldrar, vilket kan ha lett till en sorts utbrändhet.

### Första världskriget och livet i Weimarrepubliken

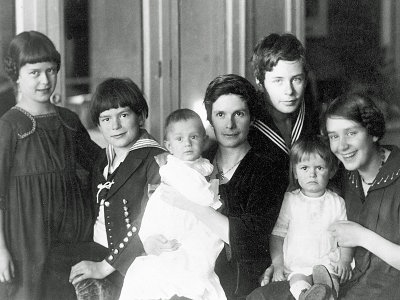
Katia Mann med sina sex barn omkring år 1919. Från vänster ses: Monika, Golo, Michael och Katia, Klaus, Elisabeth samt Erika.

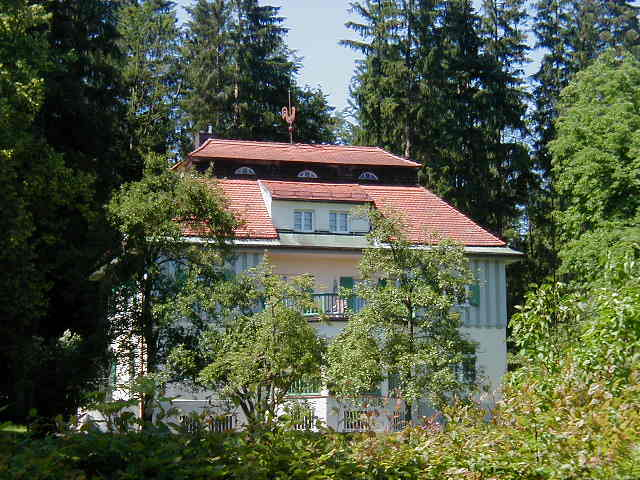
Sommarhuset i Bad Tölz. Bilden är tagen år 2004.

Under första världskriget bodde Mann och hennes familj kvar i München. Maken var befriad från militärtjänstgöring, men i och med kriget minskade hans intäkter kraftigt och familjen fick lov att säga upp sitt tjänstefolk. Flera karaktärer i makens verk bär drag av Mann. På grund av den försämrade privatekonomin sålde även familjen sitt fritidshus i Bad Tölz år 1917. När första världskriget var över ökade makens intäkter återigen. Familjen fick då en ökad levnadsstandard, även om det i allmänhet var svåra tider i kölvattnet av kriget.  

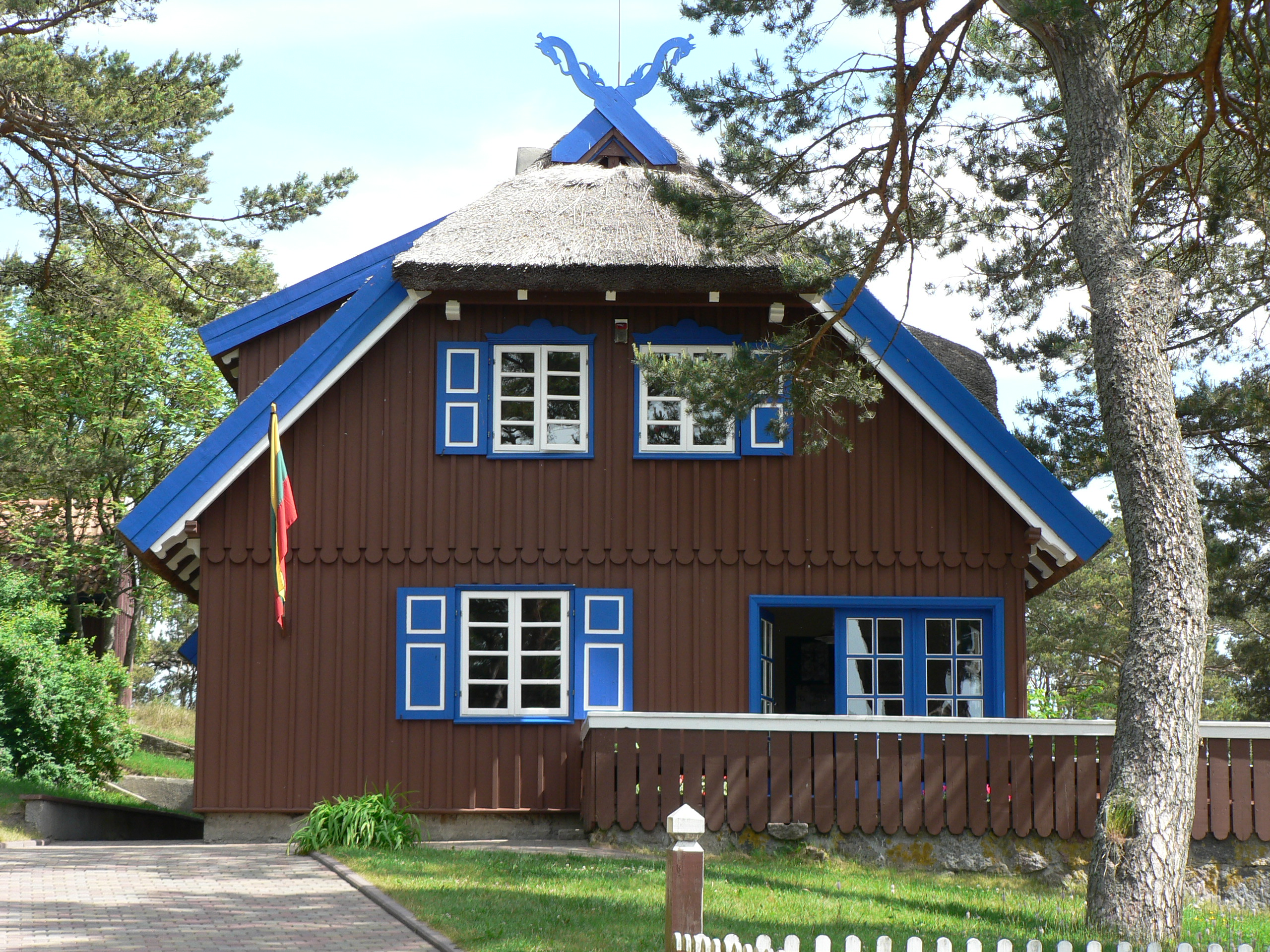
Familjens Manns sommarhus i Nidden. Bilden är tagen 2005.

Mann och hennes make hade höga akademiska förväntningar på sina barn. Dessa lyckades dock inte i någon högre grad leva upp till dessa. Ingen av barnen, utom Elisabeth, fullföljde sina gymnasiestudier, utan tvingades istället att studera vid privata internatskolor. Klaus lämnade skolan helt år 1923 och arbetade efter det som teaterkritiker. Även om föräldrarna såg potentialen hos Erika, avbröt hon själv sina studier för att ägna sig åt skådespeleri och kom sedermera att gifta sig 1926.  
Under Weimarrepublikens dagar följde Mann regelbundet med sin make på dennes resor. Som exempel kan nämnas att hon följde med då han utnämndes till hedersdoktor av universitetet i Bonn 1920, när Lübeck utsåg honom till professor 1926 och då han 1929 fick Nobelpriset i litteratur i Stockholm. En del av prispengarna från Nobelpriset använde de sedan för att betala av Klaus och Erikas skulder. Paret lät även bygga ett sommarhus i Nidden i Litauen.

### Nazisternas maktövertagande och exil i Schweiz

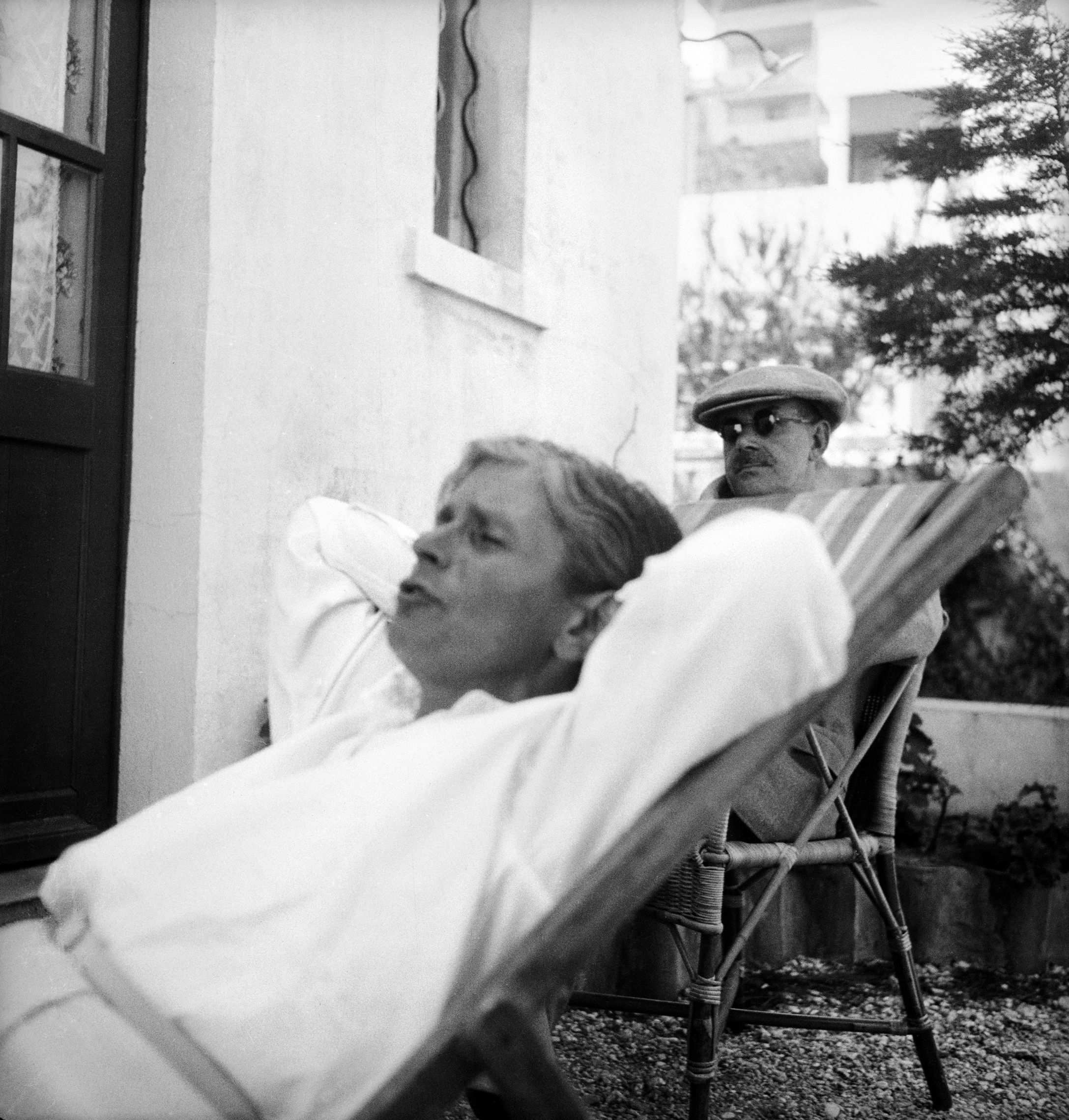
Katia och Thomas Mann i Sanary-sur-Mer, Frankrike, år 1933.

Mann och hennes make var på semesterresa i Arosa i Schweiz, när de nåddes av nyheten om det nazistiska maktövertagandet i Tyskland år 1933. Hennes make hade år 1930 uttalat sig kritiskt mot nationalsocialismen och efter maktövertagandet utfärdades en arresteringsorder för honom. Paret återvände dock inte till Tyskland efter maktövertagandet, utan varnades av sina barn som även tog med sig makens manuskript och andra ägodelar innan även de bosatte sig i exil utomlands. 
Paret Mann kom först att bosätta sig i Sanary-sur-Mer i Sydfrankrike men flyttade sedan till Küsnacht i Schweiz och bodde sedan där i fem år. Dit kom även alla barnen, utom Klaus som arbetade för Annemarie Schwarzenbach på en tidning i Amsterdam. Familjens tyska medborgarskap upphävdes av Hitlerregimen 1936, men genom sina personliga kontakter med Tjeckoslovakiens president Edvard Beneš kunde familjen – utom dottern Erika, som gift sig med den engelska poeten W.H. Auden år 1935 – få medborgarskap i det landet. Samtidigt som kriget pågick hade Mann även flera problem inom familjen att hantera. Flera av hennes barn – Erika, Klaus och Michael –  utvecklade alkohol- och drogberoenden under perioden och Monika led av en allvarlig depression.
I mars 1938 invaderade de tyska trupperna Österrike. Situationen för judiska flyktingar hade de senare åren också förvärrats i Schweiz, och trots att Thomas Mann var en framträdande kulturpersonlighet fanns det inga utsikter om att familjen skulle få genomgå en förenklad naturaliseringsprocess där. Mann och hennes familj började därför söka efter en plats att fly till.

### Åren i USA

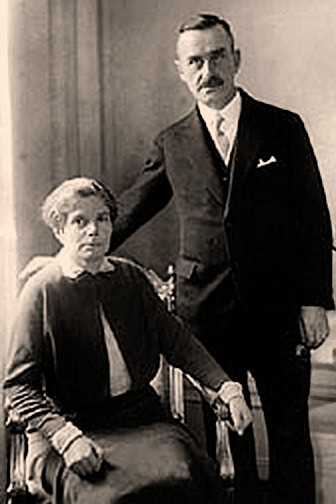
Katia och Thomas Mann på Grand Hôtel i Stockholm i samband med Nobelprisutdelningen i december 1929.

Maken Thomas Mann erbjöds i den svåra situationen 1938 en lärartjänst vid Princeton University i New Jersey i USA. Detta skedde mycket tack vare hennes beskyddares, Agnes E. Meyers, försorg. Paret Mann lämnade Europa tillsammans med dottern Elisabeth den 17 september 1938, och begav sig mot USA ombord på ett fartyg. Väl framme i Amerika blev makarna överväldigade av det mottagande de fick. I USA kom Mann att få en vän för livet i Molly Shenstone, fysikern Allen G. Shenstones hustru. Hon kom dock inte att helt kunna finna sig tillrätta i USA, utan önskade vara närmare händelserna i Europa. Detta berodde inte minst på att hon oroade sig för sina föräldrar, som 1938 ännu var kvar i Tyskland. Dessa kom inte till Zurich förrän den 31 oktober 1939, endast en dag innan gränsen stängdes. Hon oroade sig också barnen. Klaus hade också tagit sig till USA kort tid efter föräldrarna och Elisabeth, och Erika hade åkt dit redan året innan med sin make. Samtidigt vägrade till en början Golo, Monika och Michael att emigrera. Efter krigsutbrottet i september 1939 försökte Mann ihärdigt få resten av familjen att komma till säkerheten i USA. Först mer än ett år senare, i oktober 1940, kom Monika som sista barn till landet.

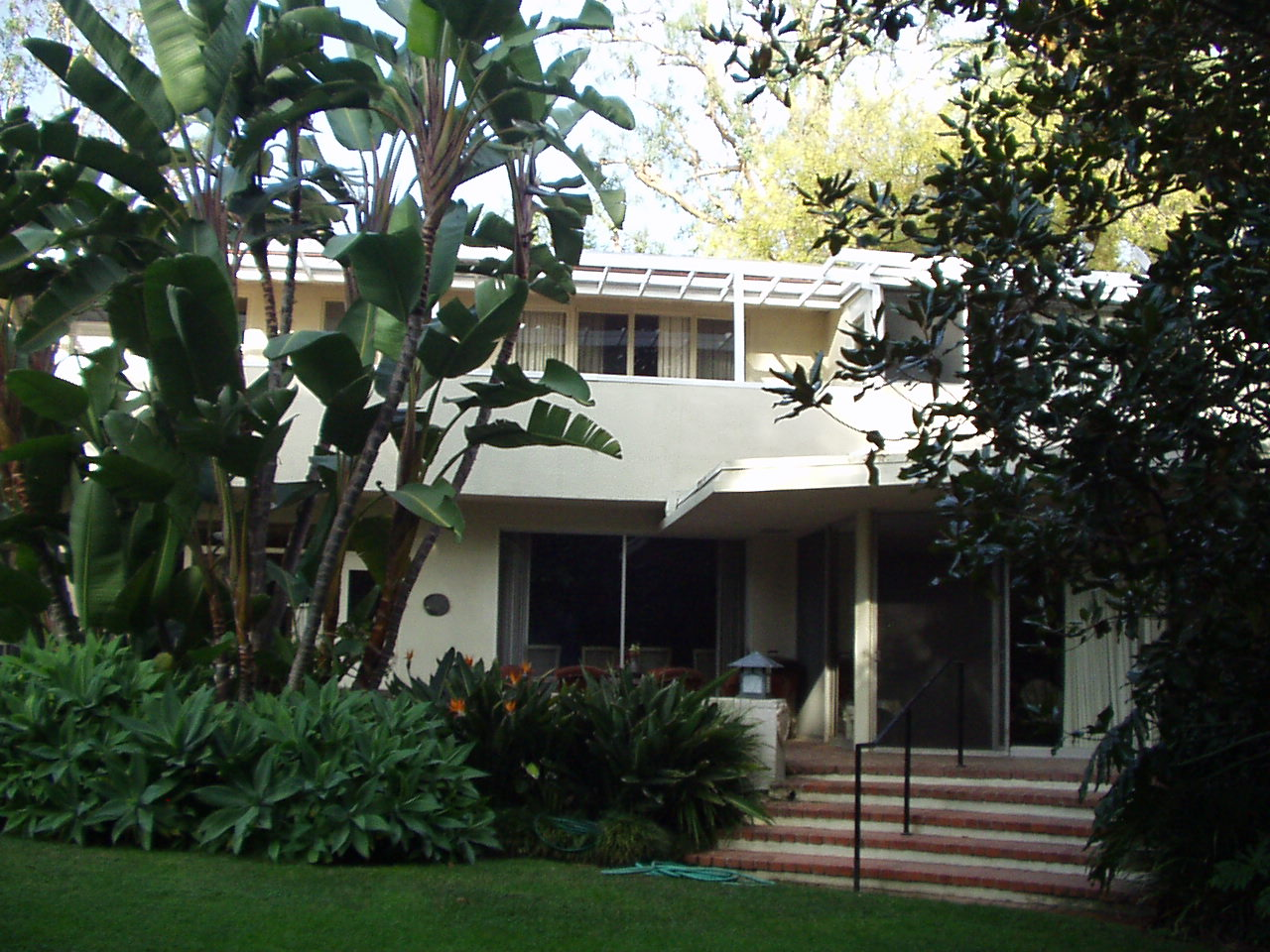
Parets hus i Los Angeles. Bilden tagen 2006.

Under 1940 fick Mann barnbarn i och med att Michael och Elisabeth fick ett barn vardera. Manns far dog i exilen i Zürich år 1941, och hennes mor dog i samma stad året därpå. Mann var i Kalifornien, dit familjen flyttat i april 1941, när hon fick de båda dödsbuden. I Kalifornien hade hennes make tecknat ett kontrakt med filmbolaget Warner Brothers, vilket gav paret en inkomst som gjorde att de kunde ge sina barn ekonomiskt stöd. De hade även råd med en fastighet i Pacific Palisades i Los Angeles, samt kunde anställa tjänstefolk. Mann inredde, med hjälp av interiörarkitekten Paul Huldschinsky, det nya hemmet. Hon var även ansvarig för hushållets personal under åren i Pacific Palisades.
Under kriget var såväl Erika som Golo och Klaus volontärer för amerikanarna i Europa. I juni 1944 beviljades Mann och hennes make amerikanskt medborgarskap. Även flera av hennes barn blev amerikanska medborgare.
I april 1946 genomgick maken en lungoperation. Han återhämtade sig bra, även om Mann var orolig för honom. Ett år senare åkte paret återigen till Europa för att föreläsa. Under 1948 bosatte sig Erika hos sin föräldrar och blev då sin fars sekreterare.

### Makens bortgång

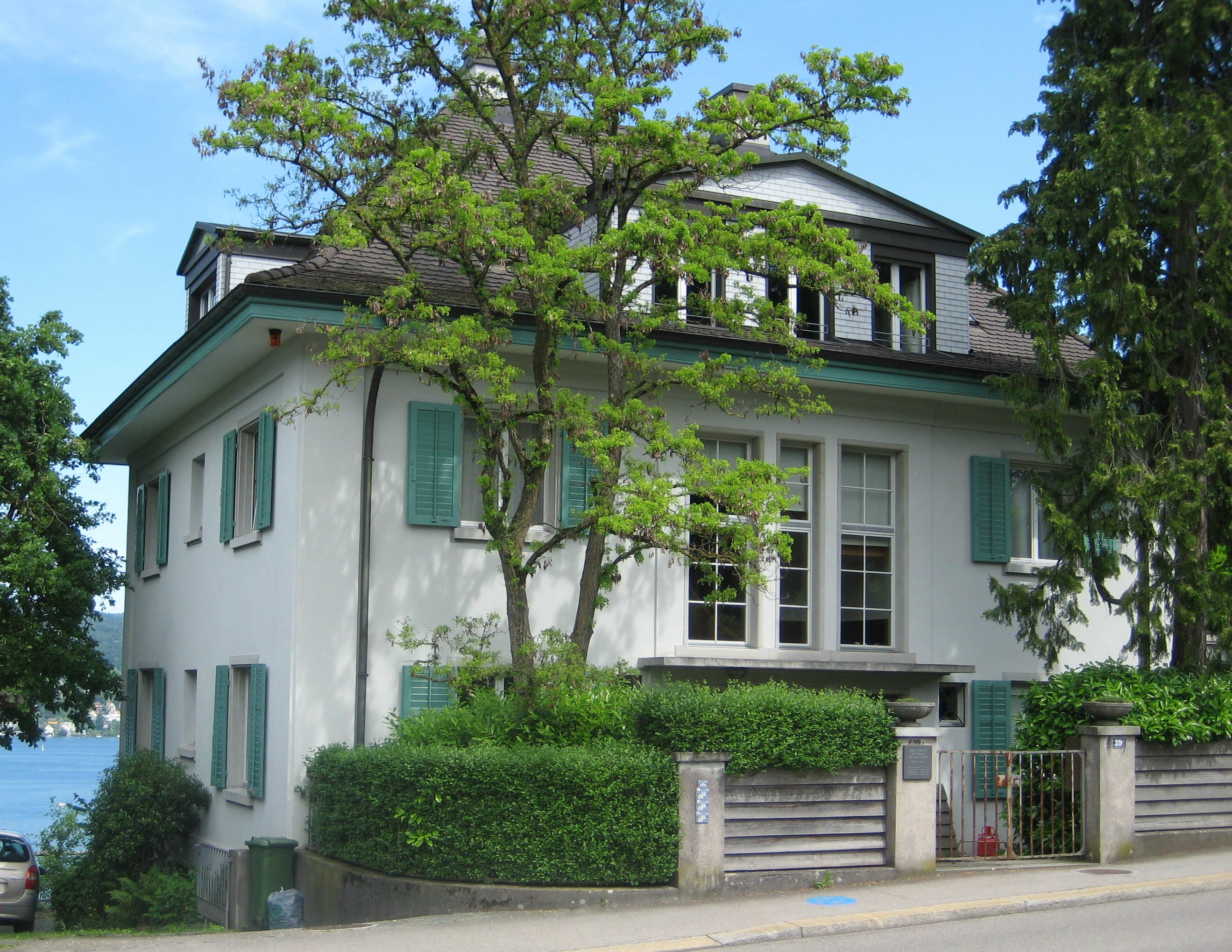
Huset i Zürich. Bild tagen år 2009.

När paret Mann i mitten av år 1952 återvände till Zürich hyrde de en tillfällig i bostad i Erlenbach nära Küsnacht. Deras båda barn Golo och Erika hade rest före dem och befann sig redan i Schweiz. Sedan Elisabeths make gått bort samma år i stroke, återvände även hon tillfälligt till Zürich och sina föräldrar. Medan Thomas Manns popularitet som författare dalat något i Amerika, växte det återigen särskilt i de tyskspråkiga delarna av Europa varför paret nu gjorde en turné där. 
Mann fann två år senare ett hus till sig och sin make i Kilchberg, vid Zürichsjöns västra strand. Valet av bostad uppskattades av Thomas Mann. När paret befann sig i den nederländska badorten Noordwijk i juli 1955 kände maken bensmärtor, som senare visade sig bero på arterioskleros. Väl tillbaka i Zürich avled maken den 12 augusti 1955 på sjukhus och begravdes på Kilchbergs kyrkogård.

### Sista åren

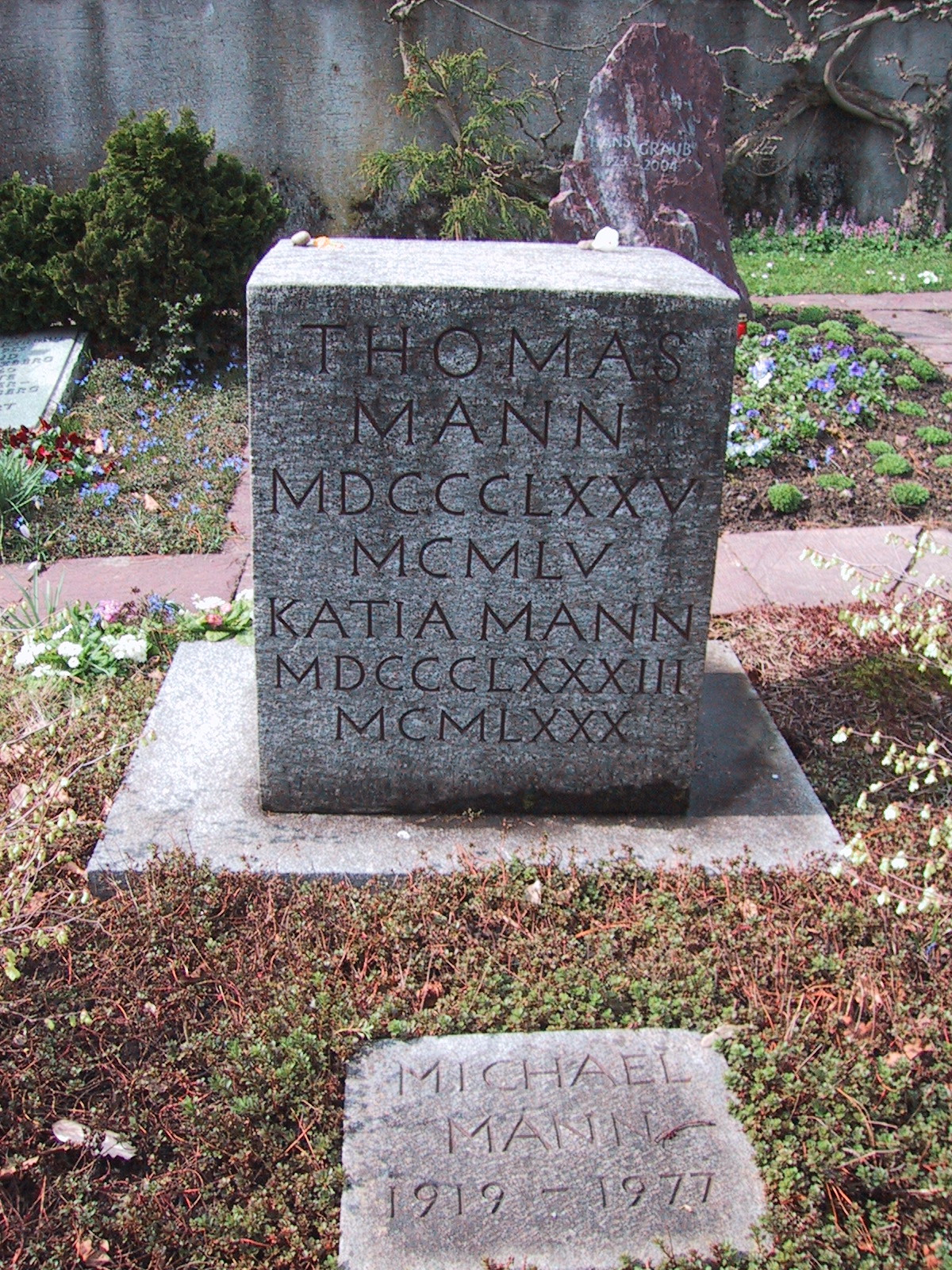
Familjegraven på kyrkogården i Kilchberg i vilken bland annat både Katia och Thomas Mann är begravd. Bild tagen 2005.

Efter makens död bodde Katia kvar i huset i Zürich med dottern Erika, som hjälpte till att förvalta Thomas Manns litterära arv. Erika var under de åren sin mors följeslagare och var alltid med henne vid de allt mer sällsynta offentliga uppträdandena som Mann gjorde. Manns sociala liv avstannade i och med makens bortgång, men hon var inte ensam under de sista åren i sitt liv. Istället omgav hon sig med familjen, barn och barnbarn, som kom och gick ur huset. En del barn och barnbarn bodde även längre perioder i huset i Zürich tillsammans med Mann.
Mann blev i november 1962, då hon bott i Schweiz i tio års tid, naturaliserad schweizisk medborgare och avsade sig med det sitt amerikanska medborgarskap. Hon hade då klarat de schweiziska medborgarskapstesterna. Efter att Mann varit med i flera trafikolyckor återkallades hennes körkort 1964. Hon hade då varit en entusiastisk bilist och förare i över 30 år. I samband med tjugoårsdagen av makens bortgång lät Mann publicera en biografi över sig själv under titeln Mina oskrivna memoarer. I förordet till biografin skriver Mann att hon alltid strävat efter att hålla sitt liv inom den privata sfären, varför hon varit främmande inför att lämna ut familjelivet till omvärlden.
Mann dog den 25 april 1980, 96 år gammal. Hon hade vid sin bortgång överlevt sin make och tre av sina sex barn. Hon begravdes i familjegraven på kyrkogården i Kilchberg.

## Eftermäle
Efter sin bortgång har Mann givits erkännande som tysk kulturpersonlighet. Hon har exempelvis jämförts med Friedrich Schillers hustru Charlotte von Lengefeld, Theodor Fontanes maka Emilie Rouanet-Kummer och Heinrich Heines hustru Crescence Eugénie Mirat, kallad Mathilde. Det finns tydliga influenser från Mann i flera av hennes makes verk. Vid sidan om Bergtagen (1924) har man sett influenser från henne i bland annat Hans kunglig höghet (1909) och Unordnung und frühes Leid (1926).
Mann har likt många andra kvinnor under senare år även erkänts för på vilket sätt hon möjliggjorde sin makes författarskap. Det rör sig om insatser i form av att ta hand om hus, hem och barn som tidigare har varit djupt underskattade för makens möjligheter att skriva. Mann ombesörjde även de affärsmässiga angelägenheterna i författarhemmet, höll ordning på förlagskontrakt, läste manuskript, ordnade intervjuer och resor, arbetsledde tjänstefolket och administrerade familjens många flyttar. Mann kan med andra ord alltså sägas ha hållit sin mans tillvaro fri från störningsmoment, vilket var ett nödvändigt villkor för hans skrivande.
Genom att hon låtit publicera sina dagböcker, ett arbete i vilket bland annat sonen Michael var henne behjälplig, har Mann även kommit att gå till den tyskspråkiga litteraturhistorien i egen rätt. Hennes dagböcker har varit omtalade och omskrivna ända sedan de publicerades och ger en inblick i familjens vardagsliv under några av 1900-talets mest händelserika år.